# Byssosphaeria xestothele
Byssosphaeria xestothele är en svampart som tillhör divisionen sporsäcksvampar, och som först beskrevs av Miles Joseph Berkeley och Moses Ashley Curtis, och fick sitt nu gällande namn av Margaret E. Barr. Byssosphaeria xestothele ingår i släktet Byssosphaeria, och familjen Melanommataceae. Arten är reproducerande i Sverige.